# مستوى مقاطع للبواب
المستوى المُقاطع للبَوَّاب (بالإنجليزية: Transpyloric plane)‏ ويُعرف أيضاً باسم مستوى أديسون (بالإنجليزية: Addison's Plane)‏، هوَ مستوى مستعرض عُلوي، يقع في منتصف المسافة بين الثلمة فوق القصية وَحد الارتفاق العاني العُلوي، ويُقال أيضاً أنهُ يقع على اتساع يد تحت الناتئ الخنجري لعظم القص. يَقطع هذا المستوى في معظم الحالات من خلال بواب المَعدة وَأطراف الغضروف الضلعي التاسع وَالحد السُفلي للفقرة القطنية الأولى.

## أجزاء يَقطعها المُستوى
المُستوى المقاطع للبواب ملحوظ سريرياً؛ وذلك لأنهُ يمر عبر عدة هياكل بطنية مُهمة، وتشمل:
- الفقرة القطنية الأولى[7] وبالتالي يمر قبل نهاية الحبل الشوكي عند البالغين.
- قاع المرارة.
- نهاية الحَبل الشوكي.
- عُنق البنكرياس.[8]
- منشأ الشريان المساريقي العلوي من الأبهر البطني،[9] كما يَقطع نهاية الوريد المساريقي العلوي عندَ الوريد البابي.[9]
- الثنية القولونية اليُمنى واليُسرى.[9]
- نقير الكلية على اليسار.[9]
- نقير الكلية على اليمين.[9]
- جذر مسراق القولون المستعرض.
- الثنية الاثناعشرية الصائمية.[9]
- الجزء الأول من الاثنا عشر.
- الجزء العلوي من مخروط الحبل الشوكي.[10]
- الطحال.
- بواب المعدة، والذي يقع بالقرب من هذا المُستوى بحوالي 5 سم إلى اليمين من الخط المُنصف.
- صهريج الكيلوس، والذي يصب في القناة الصدرية.

## معرض صور

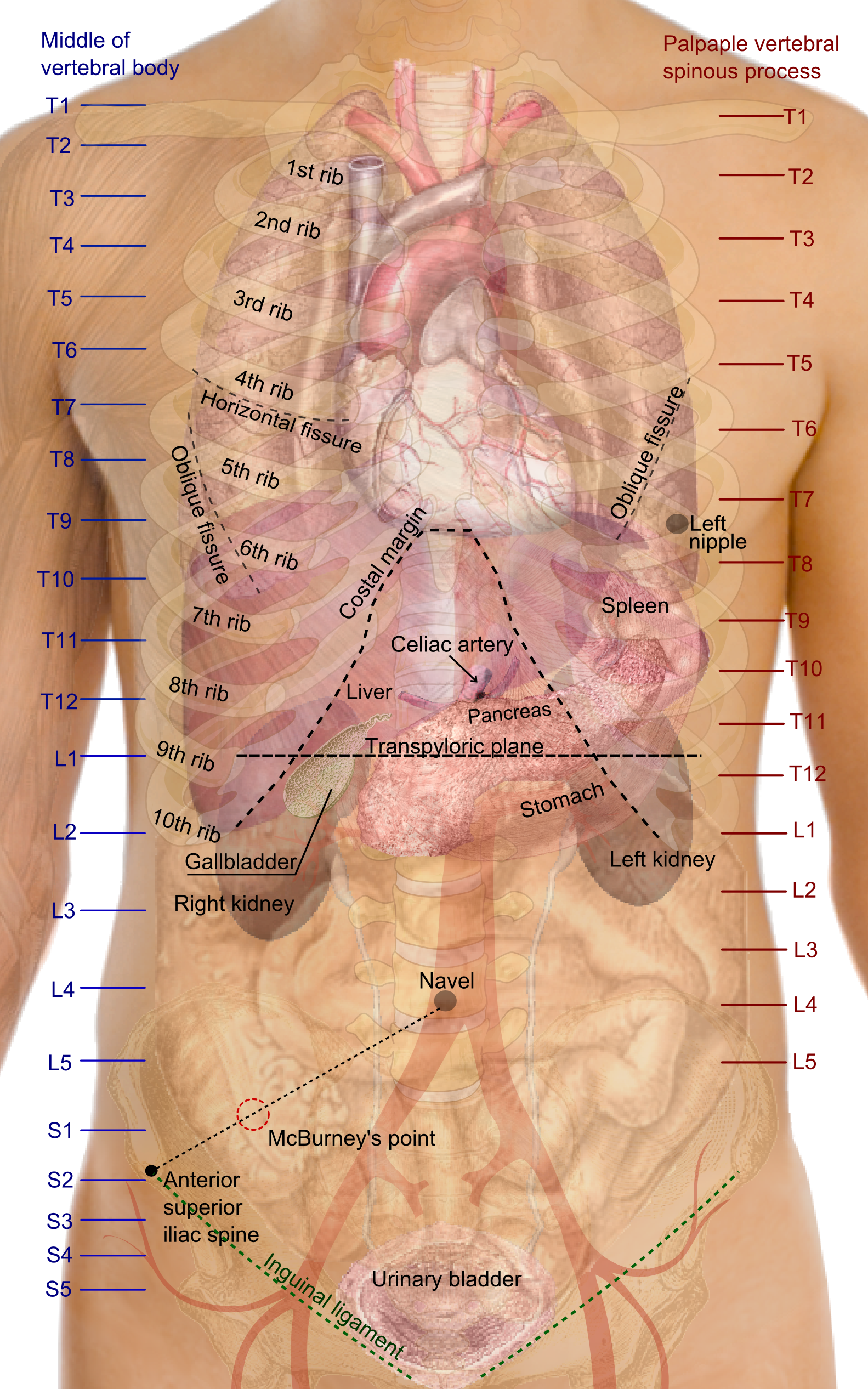
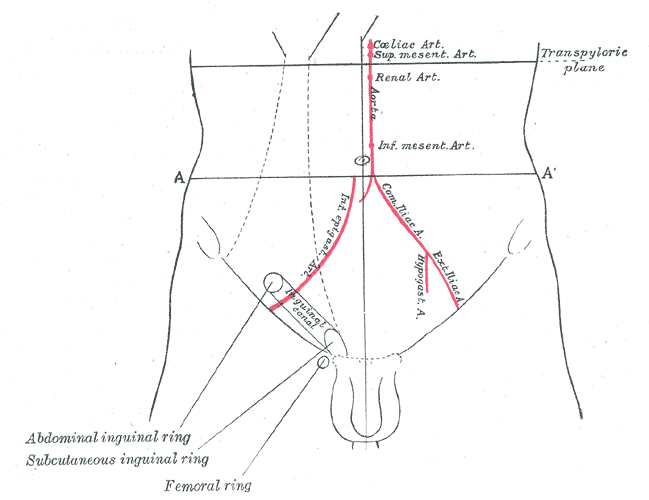
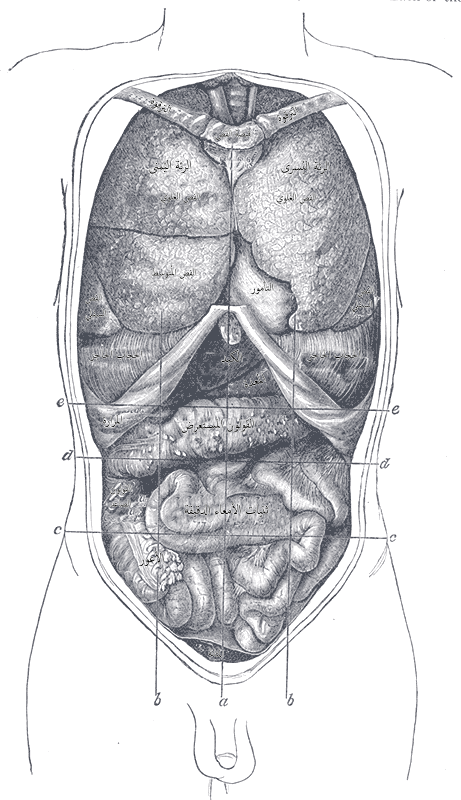

## روابط خارجية
- عنق البنكرياس - ريتشارد سنيل.
- مستويات الجذع.